# Jouko Ahola
Pour les articles homonymes, voir Ahola.
Jouko Ahola (né le 1er décembre 1970 à Hämeenlinna en Kanta-Häme en Finlande) est un homme fort, dynamophile et acteur finlandais.

## Homme fort
Jouko Ahola est principalement connu pour avoir remporté en 1997 et 1999 le World Strongest Man, en plus d'avoir fini deuxième en 1998. Jouko Ahola a également gagné le championnat de Europe Strongest Man en 1998 et 1999 et a terminé à la quatrième position en 1996. Ahola a également remporté le World Strongest Team en 1997 avec Riku Kiri et en 1999 avec Janne Virtanen, en plus de finir second en 1998 en compagnie de Sami Heinonen.

## Retraite et carrière d'acteur
Après sa carrière d'homme fort, Ahola tourne son attention sur le cinéma. Pour l'instant, ses rôles les plus connus ont été dans Kingdom of Heaven, Sale temps pour les pêcheurs, War of the Dead et Invincible.
Jouko apparaît dans le vidéoclip du chanteur Robin «Faija skitsoo» en 2012. Il a aussi fait une apparition dans la seconde saison des Dudesons.
Jouko a aussi servi de juge et organisateur pour les concours de World Strongest Man.

## Records personnels
Son record au squat est de 360 kg, réalisé en gymnase. Pour le soulevé de terre en gymnase, son record est de 402.5 kg, il a fait 387,5 kg en compétition, il s'agit d'un record d'Europe. Pour le soulevé de rondins, il a réussi 136 kg pour 8 soulevés de rondins, il en a soulevé 170 kg de rondins au Hawaii GP 1999. Dans la catégorie de la marche des fermiers ou farmers walk, il a parcouru 97 m avec 131 kg pour chaque main, ce record a été réalisé sur une piste d'une longueur de 27 m. Dans une autre interview, Jouko parlait de son record au bench press ou développé couché qui était de 260 kg.

## Filmographie
- Invincible (2001)
- Kingdom of Heaven (2005)
- 7 miljonärer (2006)
- Sale temps pour les pêcheurs (2009)
- War of the Dead (2011)

Perspective du sous sol (2012)